# 丘普雷內

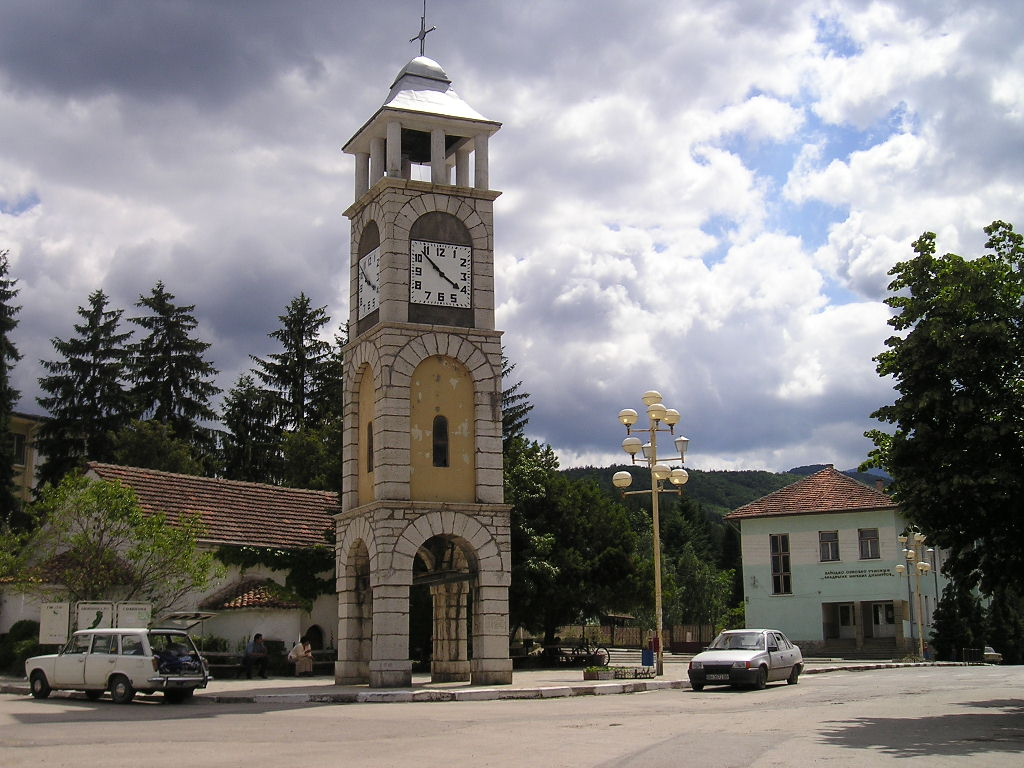

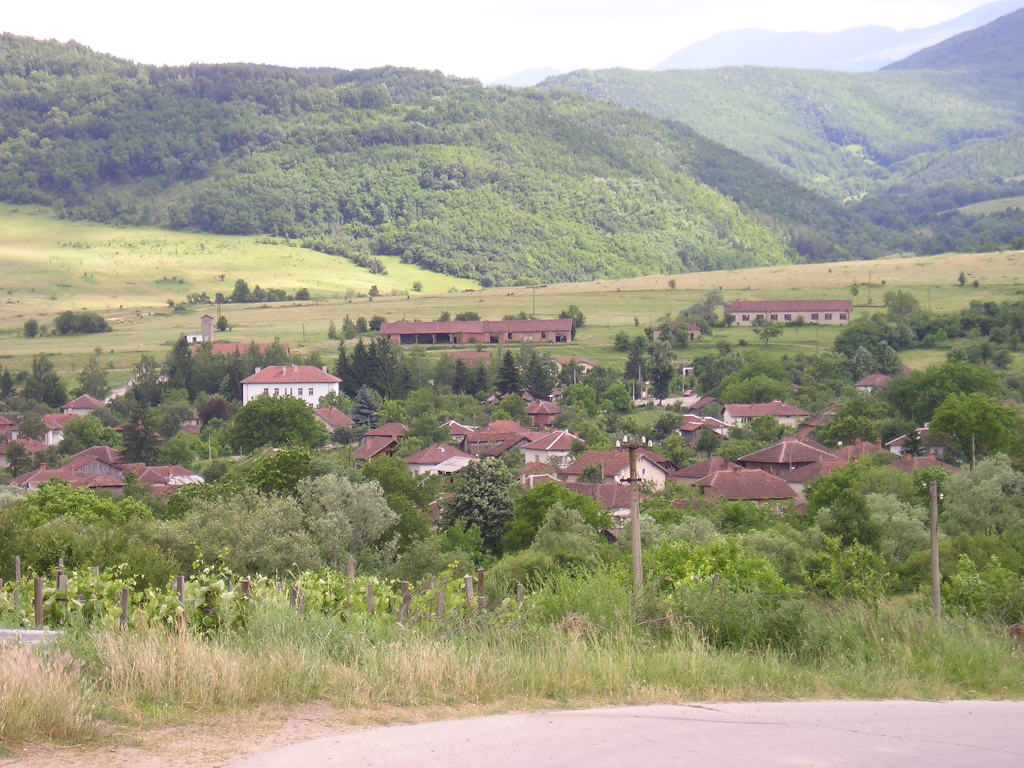

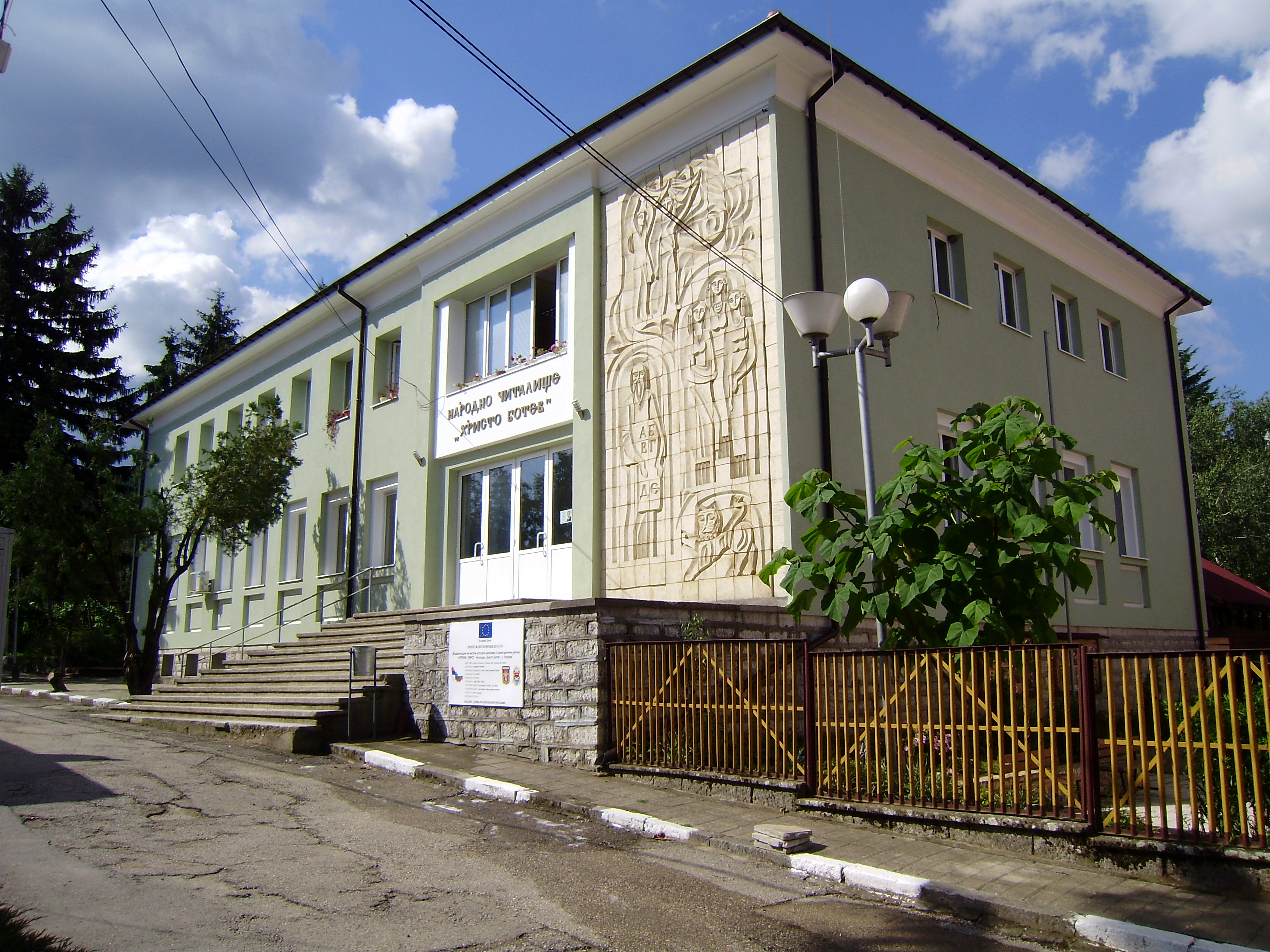

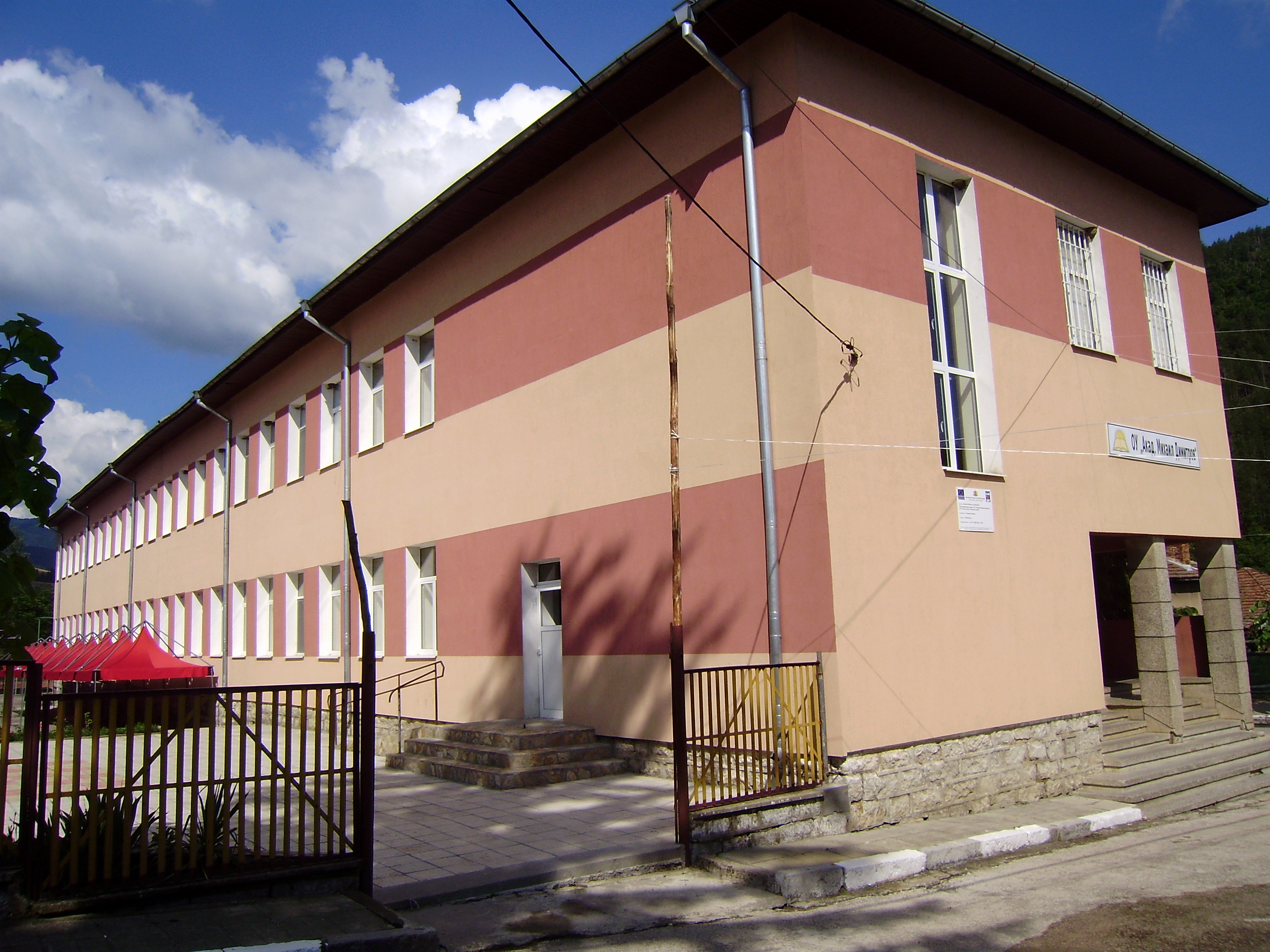

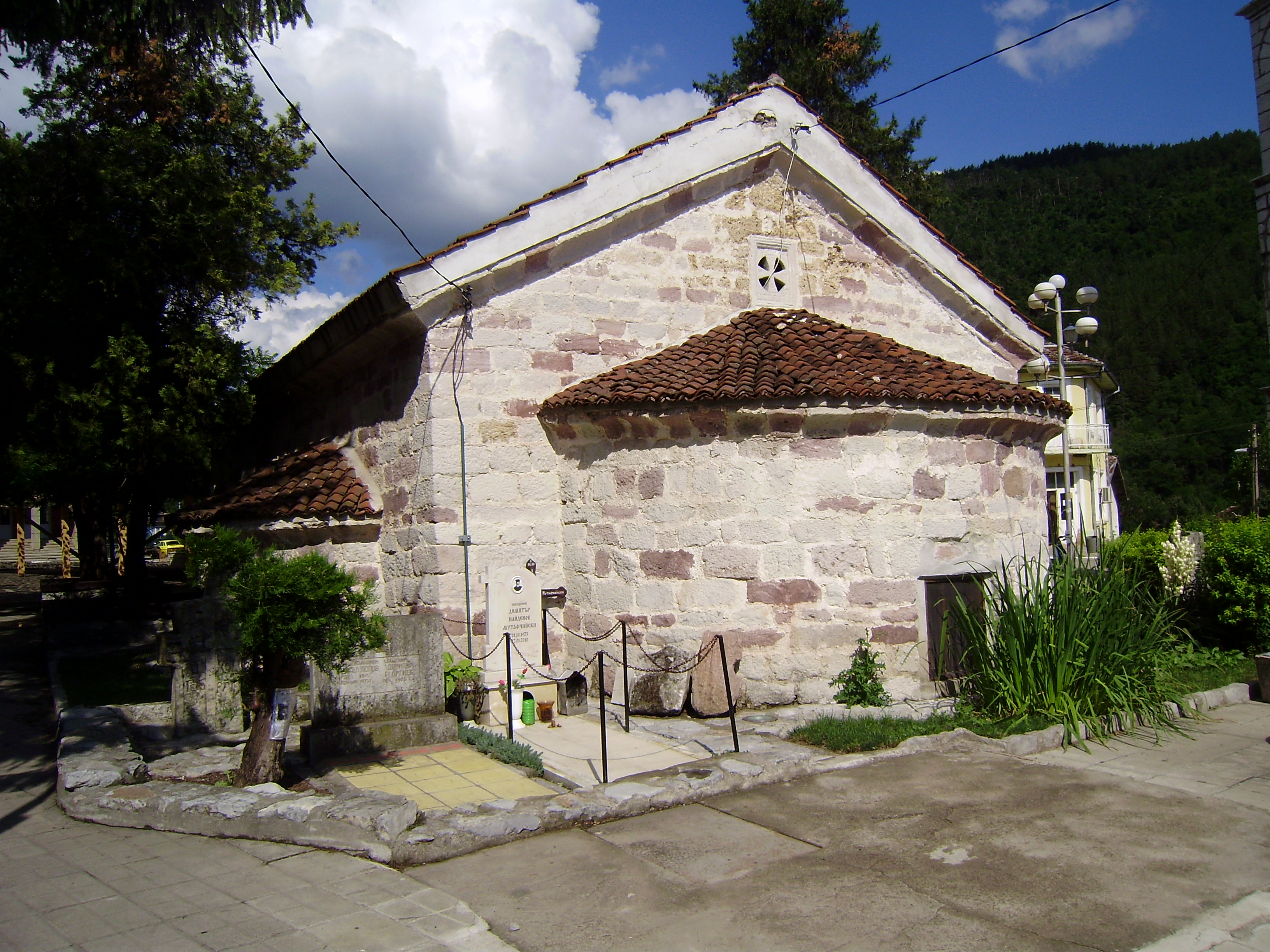

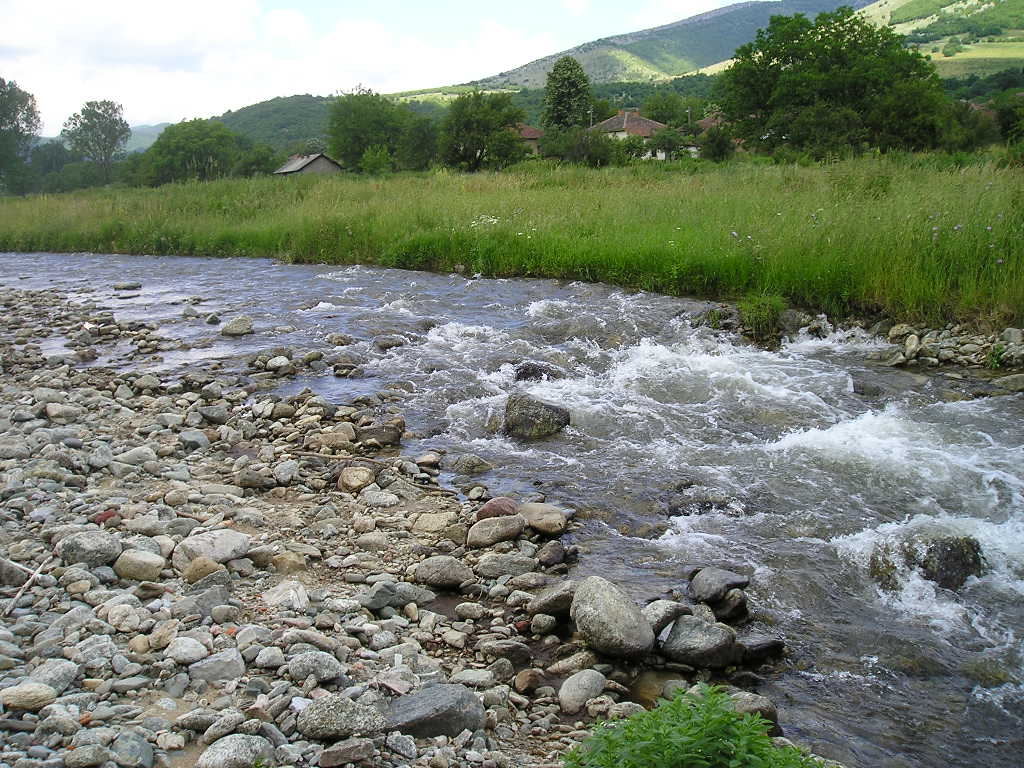

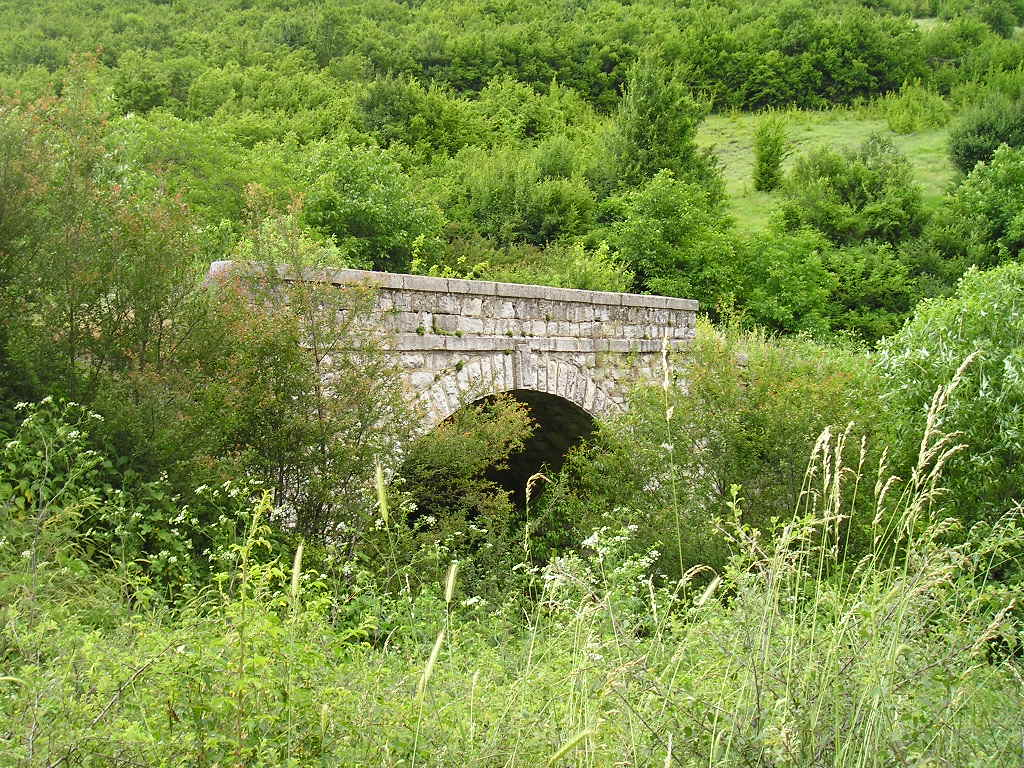

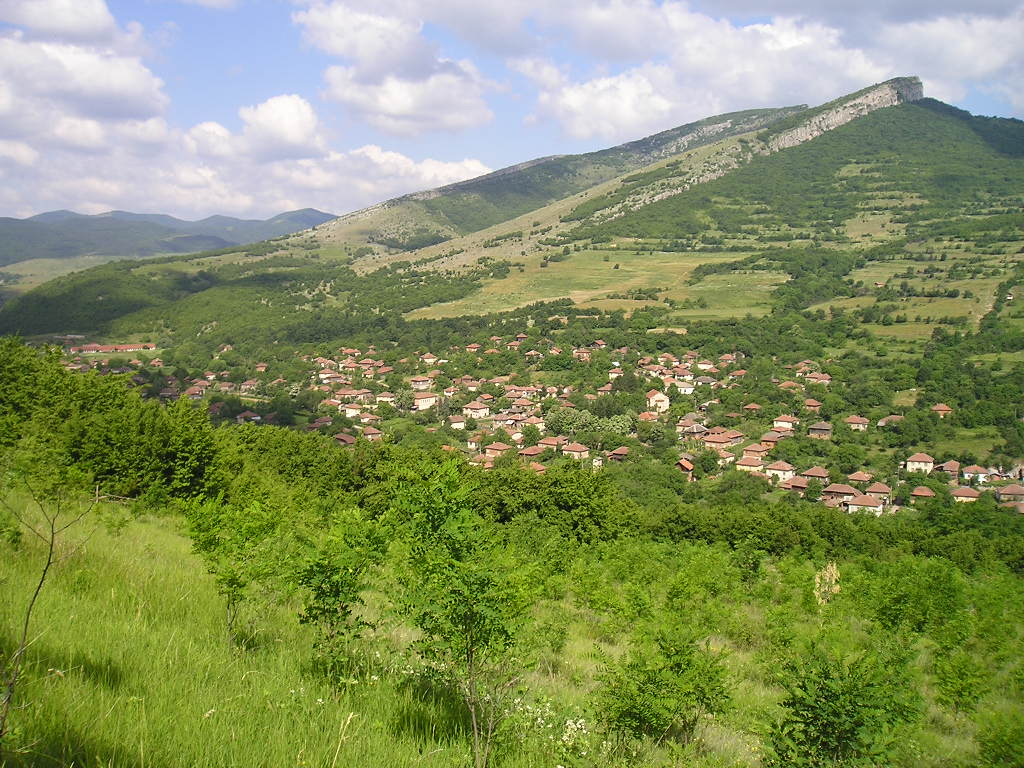

丘普雷內，是保加利亞西北部維丁州丘普雷內市鎮的村庄及行政中心，面積70.67平方公里，海拔高度428米，2015年人口523，人口密度每平方公里7.4人。